# Abdi Banda
Abdi Banda (ur. 20 maja 1995 w Tandze) – tanzański piłkarz grający na pozycji środkowego obrońcy. Od 2023 jest zawodnikiem klubu Richards Bay FC.

## Kariera klubowa
Swoją karierę piłkarską Banda rozpoczął w klubie Coastal Union FC. W 2012 roku zadebiutował w jego barwach w tanzańskiej pierwszej lidze. W 2014 roku przeszedł do Simba SC. W sezonie 2016/2017 wywalczył z nim wicemistrzostwo Tanzanii oraz zdobył Puchar Tanzanii.
Latem 2017 Banda przeszedł do południowoafrykańskiego klubu Baroka FC, w którym zadebiutował 19 sierpnia 2017 w zremisowanym 0:0 wyjazdowym meczu z Polokwane City FC. W Baroka FC spędził dwa sezony.
Latem 2019 Banda został zawodnikiem Highlands Park FC. Swój debiut w nim zaliczył 23 października 2019 w przegranym 0:1 wyjazdowym meczu z Mamelodi Sundowns FC. W Highlands Park występował przez rok.
W sezonie 2021/2022 Banda występował w Mtibwa Sugar FC. Latem 2022 został piłkarzem Chippa United FC. Zadebiutował w nim 10 sierpnia 2022 w przegranym 1:3 domowym spotkaniu z Royal AM FC.
Latem 2023 Banda przeszedł do Richards Bay FC. Zadebiutował w nim 30 sierpnia 2023 w zremisowanym 1:1 domowym meczu z Sekhukhune United FC.

## Kariera reprezentacyjna
W reprezentacji Tanzanii Banda zadebiutował 5 marca 2014 roku w zremisowanym 1:1 towarzyskim meczu z Namibią, rozegranym w Windhuku. W 2024 roku powołano go do kadry na Puchar Narodów Afryki 2023. Nie zagrał w nim w żadnym meczu. 